# Hiệp Hòa, Vĩnh Bảo
Hiệp Hòa là một xã thuộc huyện Vĩnh Bảo, thành phố Hải Phòng, Việt Nam.